# Istenszülő elszenderedése templom (Kerpenyes)
A kerpenyesi Istenszülő elszenderedése templom műemlék Romániában, Fehér megyében. A romániai műemlékek jegyzékében az AB-II-m-A-00195 sorszámon szerepel.